# Устиновка (Московская область)
Устиновка — деревня в Раменском муниципальном районе Московской области. Входит в состав сельское поселение Вялковское. Население — 218 чел. (2010).

## География
Деревня Устиновка расположена в северной части Раменского района, примерно в 10 км к северо-западу от города Раменское. Высота над уровнем моря 132 м. В 1 км к северу от деревни протекает река Вьюнка. В деревне 5 улиц. Ближайшие населённые пункты — деревни Власово и Капустино.

## История
В 1926 году деревня входила во Власовский сельсовет Быковской волости Бронницкого уезда Московской губернии.
С 1929 года — населённый пункт в составе Раменского района Московского округа Московской области.
До муниципальной реформы 2006 года Устиновка входила в состав Вялковского сельского округа Раменского района.

## Население
| 1926 | 2002 | 2010 |
| ---- | ---- | ---- |
| 230  | ↘124 | ↗218 |

В 1926 году в деревне проживало 230 человек (98 мужчин, 132 женщины), насчитывалось 46 крестьянских хозяйств. По переписи 2002 года — 124 человека (58 мужчин, 66 женщин).